# Интернационалът
Интернационалът (на френски: L'Internationale; от латински: inter – между и natio – нация) е международен пролетарски химн; химн на комунистически, социалистически и анархистически организации.

## История
Текстът на химна (съставен през 1871 г., публикуван през 1887 г.) принадлежи на френския поет Южен Потие, член на Първия Интернационал и на Парижката комуна. Музиката е написана от Пиер Дегейтер през 1888 г. За първи път химнът е изпълнен на 23 юни 1888 г. и в същата година е издаден. Разпространява се широко и е преведен на много езици. Песента е химн на Съветския съюз от 1922 г. до 1944 г.
В България химнът е изпълнен за пръв път през 1897 г. в с. Драганово, Горнооряховско. По това време в селото е учител Никола Михов, бъдещият академик и преподавател по библиотекознание в Стопанската академия в Свищов. Неговият брат Михаил Михов по същото време е студент във Франция и му изпраща оттам нотите и френския текст. Никола Михов заедно с други членове на местния социалистически кръжок разучават химна и го изпълняват за пръв път на една от тайните си сбирки. По този повод осемдесет години по-късно, през 1977 г., в селото е издигнат паметник на химна на Социалистическия интернационал по проект на арх. Боян Радославов. Паметникът представлява две издигнати нагоре ръце, между които е поставена плоча с първите три стиха от песента.

## Текст
На крак, о парии презрени,
на крак, о роби на труда!
Потиснати и унизени,
ставайте срещу врага!
Нек' без милост, без пощада
да сринем старий, гнилий строй!
Светът на нази днес се нада,
напред в решителния бой!
Бой последен е този,
дружно вси да вървим,
с Интернационала
света да обновим!
Отнийде няма избавление —
от бог, ни цар, ни господар.
Във нас е нашето спасение,
в борбата, водена със жар!
Крадецът плячката не връща,
ни властелинът свойта власт,
но ний сме армия могъща,
кой би се мерил днес със нас?
Ний сме армия голяма,
на трудовий, работен свят.
С Интернационала
ще се освободим!
Държавата ни угнетява,
законите са против нас,
богатите днес управляват,
беднякът няма равен глас.
Но стига толкова търпение,
ний старий свят ще разрушим.
Във нас е нашето спасение,
с борба ще се освободим!
Но ако ли обезумели
войска изпратят срещу нас,
най-първо стари генерали
да чакат смъртния си час!
Бой последен е този,
дружно вси да вървим!
С Интернационала
света ще победим!